# Ulf Jäkel
Ulf E. Jäkel (* 14. Juli 1945 in Mylau) ist ein deutscher Sportfunktionär.

## Werdegang
Jäkel legte 1965 das Abitur in München ab. Anschließend leistete er Wehrdienst. Daraufhin war er zehn Jahre lang als Prokurist bei einem Bauunternehmen tätig. Seit 1978 ist er als Steuerberater in Kaufbeuren selbstständig tätig.
Als aktiver Sportler spielte Jäkel mit der Fußballmannschaft der SpVgg Kaufbeuren in der Landesliga. Mit der Judomannschaft des TV Kaufbeuren gewann er die schwäbische Bezirksmeisterschaft. Später war er als Konditionstrainer und Mannschaftsbetreuer des Eishockeyvereins ESV Kaufbeuren tätig. Schließlich übernahm er das Präsidentenamt des ESV Kaufbeuren.
1992 wurde Jäkel als Nachfolger von Otto Wanner zum Präsidenten des Deutschen Eishockey-Bunds (DEB) gewählt. Er initiierte die Gründung der Deutschen Eishockey Liga (DEL). Am 18. Februar 1995 trat Jäkel als DEB-Präsident zurück. Zuvor war er vor allem wegen zweier Ungereimtheiten kritisiert worden: Eine Firma, an der Jäkel beteiligt war, übernahm das Controlling in der DEL und ein anderes Unternehmen aus Jäkels Heimat Kaufbeuren kreierte das erste DEL-Logo. Im Präsidentamt folgte ihm Rainer Gossmann nach.
Jäkel ist Mitglied der CSU, für die er dem Stadtrat von Kaufbeuren angehörte.